# Monomorium mantazenum
Monomorium mantazenum är en myrart som beskrevs av Barry Bolton 1987. Monomorium mantazenum ingår i släktet Monomorium och familjen myror. Inga underarter finns listade i Catalogue of Life.